# Muchacho (tango)
 Muchacho  es un tango cuya letra pertenece a Celedonio Flores y su música a Edgardo Donato, publicado en 1924 por la editorial musical Pirovano.

## Los autores
Celedonio Flores (Buenos Aires, 3 de agosto de 1896 - 28 de julio de 1947) fue un poeta argentino, de gran sensibilidad, muy popular letrista de tangos frecuentador de la bohemia porteña. Autor de versos lunfardos y también sentenciosos y moralizantes, entre los que destacaron los tangos Margot, Mano a mano, El bulín de la calle Ayacucho, Viejo smoking, Corrientes y Esmeralda y Muchacho. 
Edgardo Donato, (14 de abril de 1897, Buenos Aires - 15 de febrero de 1963, Buenos Aires) cuyo nombre completo era Edgardo Felipe Valerio Donato fue un director de orquesta, compositor y violinista argentino considerado una importante figura vinculado al Tango. Como compositor se le recuerda especialmente como autor de la música de los tangos A media luz que es una de las tres obras del género más grabadas y difundidas en el mundo y Julián que es uno de los pocos con cierto contenido humorístico.

## Grabaciones
Algunas de las grabaciones son las siguientes:
- Ángel Vargas con el Trío Alejandro Scarpino, 13 de septiembre de 1954 para RCA Victor
- Ángel Vargas con la Orquesta Ángel D'Agostino, 13 de noviembre de 1940 para RCA Victor.
- Rubén Cané con la Orquesta Ángel D'Agostino, 3 de septiembre de 1953 para el sello Magenta.
- Nelly Omar con las guitarras de José Canet, para el sello Magenta.
- Adriana Varela con el conjunto dirigido por Esteban Morgado para el sello Melopea.
- Luis Cardei con Antonio Pisano.
- Rosita Quiroga con la orquesta de Manuel Buzón en septiembre de 1925 para RCA Victor
- Ignacio Corsini con acompañamiento de dos guitarras en 1926 para Odeon
- Azucena Maizani  con conjunto en 1927 para Odeon
- Mercedes Simone con orquesta dirigida por E. Brameri en 1953 para TK
- Edmundo Rivero con la orquesta de Mario Demarco en diciembre de 1962 para Philips
- Carlos Almada con acompañamiento de orquesta en 1969 para Discos IOS